# Masillamys
Masillamys ist eine ausgestorbene Gattung aus der Gruppe der Nagetiere. Sie war vom Unteren bis zum Mittleren Eozän vor 56 bis 43 Millionen Jahren im heutigen Europa verbreitet. Besonders gut sind Skelettfunde aus der Grube Messel erhalten, weitere Fossilreste liegen unter anderem aus dem Geiseltal und von verschiedenen Lokalitäten in Frankreich vor. Es handelt sich um einen kleinen Vertreter der Nagetiere von der Größe heutiger Ratten. Die Tiere wiesen einen relativ robusten Körperbau mit langem Schwanz und vergleichsweise kurzen Gliedmaßen auf. Dem Skelettbau zufolge bewegten sie sich kletternd in Bäumen fort. Die Gattung wurde im Jahr 1954 wissenschaftlich eingeführt. Aus systematischer Sicht gehört Masillamys zu den frühesten Vertretern der Nagetiere. Die genaue Stellung innerhalb der Gruppe ist aber in Diskussion. Gegenwärtig sind drei Arten anerkannt.

## Merkmale
Masillamys ist ein kleiner Vertreter der Nagetiere. Es liegen mehrere, teils vollständige Skelette aus der Grube Messel vor. Die Tiere erreichten eine Kopf-Rumpf-Länge von rund 20 cm und besaßen einen vergleichsweise ebenso langen Schwanz. In der Größe entsprachen sie in etwa heutigen Ratten, anhand der Größe der Mahlzähne wird von einem Körpergewicht von 75 bis 130 g ausgegangen. Das Fossilmetrial von Massilamys ist weitgehend unbeschrieben, stärkere Beachtung fanden bisher lediglich die Zähne. Generell handelte es sich um robust gebaute Tiere mit kurzen Gliedmaßen, bei denen die vorderen gegenüber den hinteren kürzer proportioniert waren. Der Schädel wird zumeist als sciuromorph, also als Hörnchen-artig bezeichnet, was ein enges Foramen infraorbitale und einen bis zur Augenregion verlängerten Massetermuskel bedingt. Problematisch in diesem Zusammenhang ist, dass Masillamys ein großes Voraugenloch aufweist und somit eher dem hystricomorphen Typ ähnelt, wie er von den Stachelschweinen bekannt ist.
Die Schneidezähne entsprachen den Nagezähnen der heutigen Nagetiere und waren hypertrophiert sowie wurzellos. Das hintere Gebiss setzte sich in der oberen Zahnreihe aus zwei Prämolaren und drei Molaren je Kieferhälfte zusammen, in der unteren fehlte der vorderste Prämolar. Der oberste letzte Prämolar und die drei folgenden Molaren wiesen jeweils drei Wurzeln auf, der vorderste Prämolar war stiftartig klein und mit nur einer Wurzel ausgestattet. Das Kauflächenmuster der oberen Mahlzähne zeigte sich eher buckelig (bunodont), die typischen Querleisten oder -jochen der heutigen Nagetiere bestanden noch nicht. Insgesamt gab es vier Haupthöcker (Metaconus und Paraconus wangenseitig sowie Hypoconus und Protoconus zungenseitig). Der Hypoconus war gut ausgebildet und fast so groß wie der Protoconus. Der Metaconus lag meist weiter nach innen verschoben als der Paraconus. Auf der Diagonalen zwischen dem Meta- und dem Protoconus erhob sich mit dem Metaconulus ein kleiner Nebenhöcker. Dieser war kaum oder nicht an den Protoconus beziehungsweise den Hypoconus angebunden. Auf dem letzten Mahlzahn zeigte er sich besonders deutlich ausgeprägt. Die unteren Backenzähne wiesen alle je zwei Wurzeln auf, die Molaren waren lang-rechteckig im Umriss. Sie verfügten ebenfalls über ein vierhöckeriges Kauflächenmuster (Protoconid und Hypoconid wangenseitig sowie Metaconid und Entoconid zungenseitig). Das Paraconid fehlte dagegen, dieses war vollständig in den vorderen Randwulst aufgegangen. Am vorderen und hinteren Zahnrand verlief mit dem Anterolophid („Vorjoch“) und dem Posterolophid („Nachjoch“) jeweils eine Querleiste, wobei das Anterolophid das Protoconid und das Metaconid verband, das Posterolophid das Hypoconid und das Entoconid. Letztere Leiste schwächte sich vom ersten zum letzten Molar deutlich ab, zudem verlagerte sich ihr Ansatz vom Entoconid zum Mesoconid, einem kleineren Zusatzhöcker. Bei Ailuravus und anderen sehr frühen Nagetieren war das Posterolophid häufig gar nicht ausgebildet. Am hinteren Zahnrand setzte sich jeweils ein massiges Cingulum (ein niedriger Zahnschmelzwulst) ab. Die Länge der oberen Backenzahnreihe betrug (ohne den vordersten Prämolaren) 9,2 bis 9,9 mm, die untere wurde 10,7 bis 10,8 mm lang. Der untere zweite Molar maß bei kleineren Individuen rund 2,1 mm in der Länge, bei größeren bis zu 2,9 mm.

## Fossilfunde
Funde von Masillamys wurden bisher aus Mittel- und Westeuropa berichtet. Das bedeutendste und umfangreichste Material kam in der Grube Messel bei Darmstadt zu Tage. Gefunden wurden dort wenigstens 20, teils vollständige Skelette, deren gute Erhaltung teilweise noch die Körperumrisse und Fellbedeckung erkennen lassen. Die Funde gehören dem Mittleren Eozän an und werden absolut auf ein Alter von rund 48 Millionen Jahren datiert. Aus dem nahezu gleich alten Fundkomplex des Geiseltals bei Halle (Saale) sind wiederum einige wenige Unterkieferfragmente bekannt. Sie stammen alle aus der Fundstelle Cecilie IV in der oberen Mittelkohle, wodurch sie aus stratigraphischer Sicht zu den jüngsten Funden von Masillamys gehören. Den Mahlzähnen zufolge handelt es sich um einen größeren Vertreter der Gattung. Weitere Fossilreste liegen aus Frankreich vor, bestehen aber weitgehend nur aus einzelnen Zahnresten. Genannt werden können hier die Fossilien der Spaltenfüllung von Viélase im Département Aveyron, welche zum Fundkomplex der Phosphoritlagerstätten von Quercy im südlichen Frankreich gehört. Die ebenfalls dem Komplex zuzurechnende Spaltenfüllung von Cos im Département Tarn-et-Garonne förderte neben einem Oberkieferfragment zusätzlich mehr als 130 Zähne zu Tage. Darüber hinaus erbrachten unter anderem Mailhac im Minervois und Saint-Martin-de-Londres zusätzliche Reste, beide ebenfalls im Süden des Landes gelegen. Im Pariser Becken wurde Masillamys an mehreren Fundstellen nachgewiesen. So ließ sich die „Messelmaus“ relativ häufig in Grauves belegen, während sie im nahe gelegenen Prémontré nur selten auftritt. Untersuchungen in Saint-Agnan deckten wiederum mehr als 80 Einzelzähne von insgesamt elf verschiedenen Individuen auf. Alle genannten französischen Fundstellen sind möglicherweise etwas älter als die Skelette von Messel, wobei Prémontré als einer der ältesten Nachweise in den Beginn des Unteren Eozän gehört.

## Paläobiologie

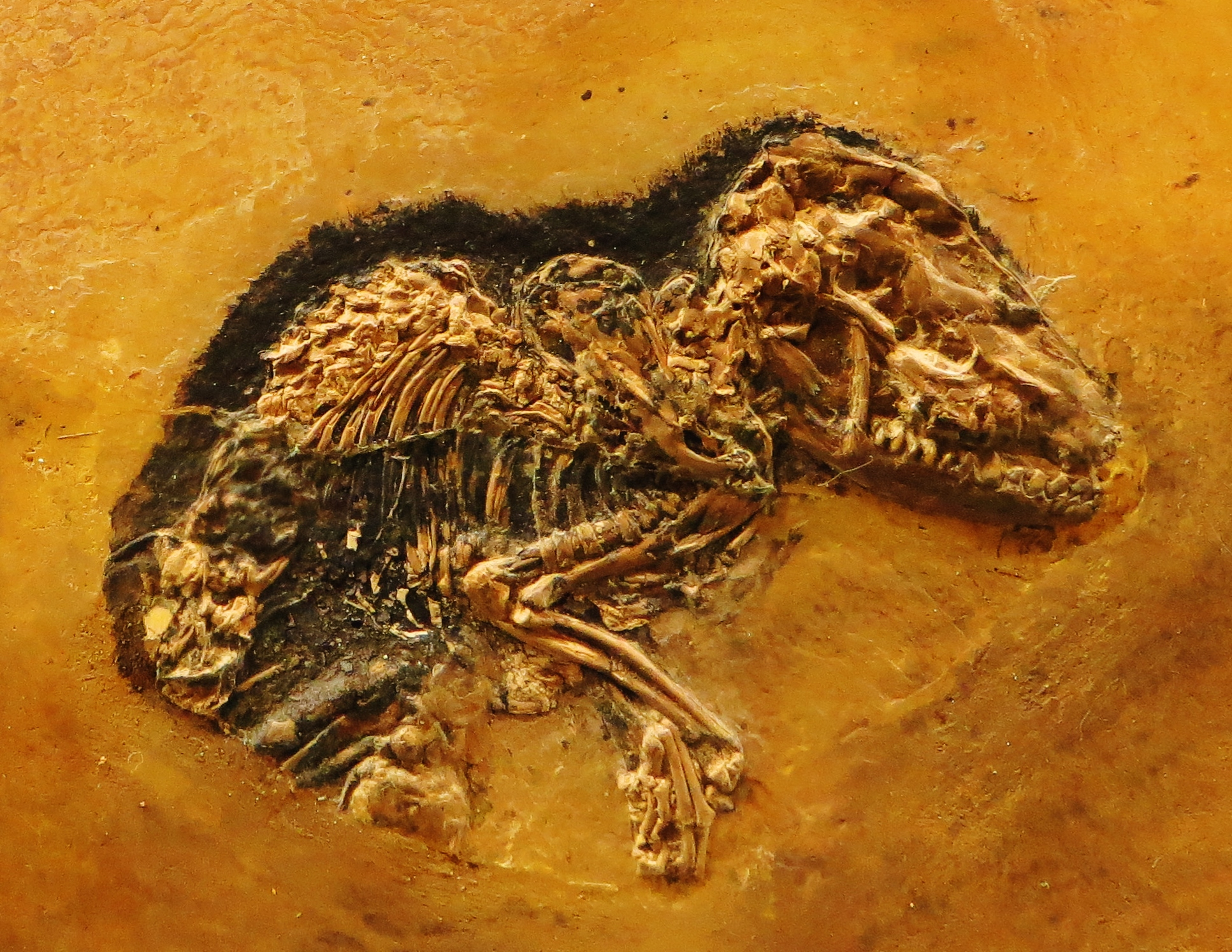
Skelett von Masillamys aus der Grube Messel mit deutlich sichtbarer Umrisszeichnung des Körpers

Insgesamt wirkt der Körperbau von Masillamys eher plump, die Gliedmaßen sind in Relation zum Rumpf kurz und mit breiten Händen und Füßen ausgestattet. Allgemein würden diese Merkmale für eine unterirdische, grabende (fossoriale) Lebensweise sprechen, vergleichbar den heutigen Wühlmäusen, die ähnliche Körperproportionen aufweisen. Jedoch widersprechen dem die schmalen und hohen Krallen sowie der eher lange Schwanz von Masillamys. Andererseits könnten die breiten Hände und Füße auch auf eine schwimmende Fortbewegung hinweisen, da sie eine hohe Wasserverdrängung ermöglichen und somit als Paddel einsetzbar wären. Jedoch haben Schwimmer wie die Schwimmratten in der Regel gegenüber dem Oberschenkel längere Unterschenkel – dies verstärkt die Hebelkraft bei der Bewegung im Wasser – und generell längere Hintergliedmaßen, was bei Masillamys jedoch nicht der Fall ist. Dagegen sind schmale, hochgewölbte Krallen typische Anzeichen baumkletternder (arborealer) Tiere, die diese als Widerhaken in die Baumrinde stemmen. Ein langer Schwanz ist dafür ebenfalls behilflich, da er sowohl zum Ausbalancieren beim Klettern als auch zum Steuern beim Springen eingesetzt werden konnte. Laut einigen Funden aus Messel mit bakterieller Nachzeichnung des Körperumrisses (Bakteriographie) war der Schwanz bei Masillamys wohl nur spärlich behaart. Dadurch kommt eher eine Funktion als Balanceorgan in Betracht, wie dies etwa bei den heutigen Kletterratten oder Baumratten der Fall ist. Die verhältnismäßig kurzen Hinter- und Vorderbeine ließen allerdings kein behändes Laufen und Springen wie bei den heutigen Hörnchen zu. Dadurch sollte Masillamys eher kletternd im Geäst unterwegs gewesen sein. Im Habitus weichen die Tiere dadurch ein wenig von den anderen aus Messel überlieferten Nagetieren wie Ailuravus und Hartenbergeromys ab. Ersteres ist deutlich größer, letzteres kleiner, beiden gemeinsam sind die gegenüber den Vordergliedmaßen wesentlich längeren Hinterbeine.

## Systematik
Masillamys ist eine ausgestorbene Gattung aus der Ordnung der Nagetiere (Rodentia). Innerhalb der Ordnung ist die Stellung der Gattung nicht eindeutig. Zahlreiche Autoren ordnen sie zur Familie der Ischyromyidae, welche ebenfalls erloschen ist. Die Ischyromyidae stellen eine der gegenwärtig ursprünglichsten bekannten Nagetiergruppen dar. Der überwiegende Fossilnachweis der Familie beläuft sich auf Nordamerika, einige Formen kamen auch in Eurasien vor, ihre zeitliche Reichweite umfasst das Untere und Mittlere Eozän. Die Tiere besaßen einen weitgehend an Hörnchen erinnernden Körperbau, besondere Kennzeichen sind ihr häufig protrogomorpher Schädel mit kleinem Foramen infraorbitale, einem Scheitelkamm, einer nicht verknöcherten Paukenblase, einem Hörnchen-artigen Bau des Unterkiefers (sciurognath) sowie einem urtümlichen Gebiss der Nagetiere, bei dem der vorletzte Prämolar klein und stiftartig ausgebildet ist. Die Backenzähne weisen generell niedrige Zahnkronen auf und haben noch eine einfache Kauflächengestaltung. Teilweise werden die Ischyromyidae als Basalgruppe der Sciuromorpha eingestuft, andere Autoren führen sie dagegen als Stammgruppenvertreter der Nagetiere allgemein. Mitunter steht Masillamys innerhalb der Ischyromyidae in der Unterfamilie der Microparamyinae gemeinsam mit der ebenfalls in Messel belegten Hartenbergeromys. Dies erfolgte anfänglich als Tribus der Microparamyini in der Unterfamilie der Reithroparamyinae, später wurde die Tribus aber auf Unterfamilienniveau gehoben. Problematisch in diesem Zusammenhang ist die Stellung der Familie der Paramyidae, die einerseits als eigenständig gilt, andererseits auch in die Ischyromyidae aufgelöst wird. Die beiden Gruppen unterscheiden sich weitgehend in der Topographie der Molarenkauflächen, wobei die Ischyromyidae aufgrund der ausgeprägten Scherleisten als etwas moderner eingeschätzt werden als die Paramyidae. Weitere Unterschiede finden sich in der Gestaltung verschiedener Foramina am Schädel. Im Fall der Unabhängigkeit beider Familien müssten Masillamys und Hartenbergeromys den Paramyidae zugesprochen werden, da die Microparamyinae innerhalb dieser stehen. Dem gegenüber sehen manche Wissenschaftler Masillamys wiederum in die Familie der Theridomyidae eingebettet, welche weitgehend auf Europa beschränkt war und vom Eozän bis zum Oligozän bestand. Ihren Ursprung hat sie möglicherweise innerhalb der Ischyromyidae. Die Vertreter wiesen ebenfalls niedrige Zahnkronen auf, die anfänglich durch vier Haupthöcker buckelig gestaltet waren, im weiteren Verlauf ihrer Stammesgeschichte aber zunehmend mehr Scherleisten erhielten. Ursprünglich wurde Masillamys als innerhalb der Familie der Pseudosciuridae eingeordnet betrachtet, die mitunter ursprüngliche Formen theridomyider Nagetiere zusammenfasst. Auch bestand eine Annahme einer näheren Beziehung mit den Stachelschweinverwandten.
Es werden drei Arten von Masillamys anerkannt:
- M. beegeri Tobien, 1954
- M. cosensis Vianey-Liaud, Vidalenc, Orliac, Maugoust, Lézin & Pélissié, 2022
- M. mattaueri (Hartenberger, 1975)

Aus stammesgeschichtlicher Sicht vermittelt M. cosensis zwischen M. mattaueri und M. beegeri. Eine vierte, noch unbeschriebene Art liegt eventuell aus dem Geiseltal vor, die sich durch ihre besondere Größe und einzelne Auffälligkeiten im Zahnbau auszeichnet.
Die wissenschaftliche Erstbeschreibung von Masillamys legte Heinz Tobien im Jahr 1954 vor. Sie beruht auf einigen schlecht erhaltenen Skelettfunden aus der Grube Messel. Eines davon mit der herauspräparierten linken Zahnreihe stellt den Holotypen dar (Exemplarnummer HLMD-Me-1). Zusammen mit der Gattung führte Tobien insgesamt drei Arten ein. M. beegeri stellt die Nominatform dar, eine weitere benannte er mit M. krugi. Die dritte belegte er mit dem wissenschaftlichen Namen M. parvus. Tobien unterschied die drei Arten anhand spezieller Zahnmerkmale und der Größe der Individuen. Seine Beschreibung insgesamt beschränkt sich weitgehend auf die Darstellung der Zähne. Den Gattungsnamen Masillamys leitete Tobien von der ursprünglichen, im Lorscher Kodex um 800 n. Chr. verwendeten Bezeichnung für Messel („Masilla“) und von dem griechischen Wort μῦς (mŷs) für „Maus“ her, übersetzt bedeutet er so viel wie „Messelmaus“. In einem vierzehn Jahre später erschienenen kurzen Aufsatz vermutete Jean-Louis Hartenberger, dass M. beegeri und M. krugi identisch sind. M. parvus wiederum verschob er aufgrund der abweichenden Merkmale der hinteren Zähne zur Gattung Microparamys. Beide Gattungen erachtete Hartenberger als nicht näher miteinander verwandt, was er mit dem jeweiligen Bau des Foramen infraorbitale begründete. Im Jahr 1999 synonymisierte dann Gilles Escarguel in seiner generellen Bearbeitung der unter- und mitteleozänen Nagetiere Westeuropas M. krugi mit M. beegeri. Für die ehemalige Masillamys-Art M. parvus führte er gleichzeitig die neue Gattung Hartenbergeromys ein. Die zweite, heute anerkannte Art von Masillamys, M. mattaueri, wurde 1975 von Hartenberger etabliert. Das Typusmaterial besteht aus einzelnen Zähnen aus dem südfranzösischen Mas de Gimel in der Region Languedoc. Mit M. cosensis wurde im Jahr 2022 die dritte gültige Art von einer Arbeitsgruppe um Monique Vianey-Liaud etabliert, wobei hierfür Material aus der Phosphoritlagern von Cos in Quercy zur Verfügung stand. Als weiterer Vertreter benannte Louis Thaler im Jahr 1966 M. cartieri anhand von Gebissresten aus Egerkingen in der Schweiz (die Form war ursprünglich von Hans Georg Stehlin und Samuel Schaub 1951 unter der Bezeichnung Adelomys cartieri geführt worden). Hartenberger verschob sie aber 1968 in die von ihm neu geschaffene Gattung Protadelomys innerhalb der Familie der Pseudosciuridae.